# 名古屋師管区部隊
名古屋師管区部隊（なごやしかんくぶたい）は、太平洋戦争末期の1945年に編成された大日本帝国陸軍の師管区部隊の一つである。愛知県・静岡県・岐阜県・三重県を範囲とする名古屋師管区で警備その他の業務にあたった。上級部隊は東海軍管区部隊である。8月の敗戦後もしばらく存置され、11月末に解散した。

## 部隊の編成
師管区は1945年4月に師管を改称して設けられ、師管区部隊は師管区の防衛と管区業務に専念する部隊として、従来の留守師団を転換して編成された。師管区部隊は、留守師団を構成した司令部・補充隊のほか、管区内の様々な非戦闘部隊・官衙もまとめられ、全体としてはかなり雑多な集まりである。名古屋師管区では、留守第3師団司令部を名古屋師管区司令部に改称させた。司令部と補充隊は、4月10日に発足した。
師管区部隊の中核は補充隊で、兵士の教育・訓練にあたった。各補充隊は多数の部隊への補充を担任したが、師団司令部・軍司令部への補充は師管区司令部が担当した。師管区司令部は名古屋にあったが、補充隊で名古屋にあったのは歩兵第1補充隊だけで、その他は管区内に分散して配置された。伊勢警備隊は、東京の近衛師団から編成され、特に伊勢神宮の警備にあたった。数的に多い特設警備隊や地区特設警備隊は、ふだんは少数の管理要員を除いて民間人として暮らし、空襲などの時だけ防衛召集される部隊である。
非戦闘の官衙としては、徴兵などの事務にあたる連隊区司令部が各県に1つ置かれた。管区内にある複数の陸軍病院の中には、軍管区司令部に直属するものと師管区部隊の一部になるものがあって、所属変更もなされた。
師管区部隊は管区の防衛にあたる建前ではあったが、名古屋師管区には第13方面軍が主力を配置しており、連合軍の上陸を迎撃するのは方面軍諸部隊の任務であった。

## 戦後の復員
8月15日にポツダム宣言を受諾した日本は、陸軍を解体することになったが、師管区部隊は復員業務と治安維持にあたるため、しばらくそのまま置かれた。地区特設警備隊とそれを指揮する地区司令部は9月10日に一斉に復員した。工兵補充隊は9月15日、伊勢警備隊は9月20日、砲兵補充隊は9月25日に復員（解散）した。その他の補充隊と連隊区司令部は、11月1日に一斉に復員した。12月1日に最後に残った師管区司令部が解散し、名古屋師管区部隊は廃止になった。
もっとも、東海軍管区司令部による報告では、10月末の段階でも上記の日程では解散済みの工兵補充隊や砲兵補充隊に数十人が残っており、他の補充隊も11月1日以後もいくらか人数を残していた。

## 編制と兵力

### 編制上の定員
戦後に作成された『東海軍管区編成人員表』による。軍人と軍属は分けて数えた。定員はたびたび改定されており、ここで示すのはそのうち最後のものである。東海5部隊などは通称号である
総数約5万4千人だが、編制上の定員であり、実数は異なる可能性が高い。うち補充隊の定員は約1万人。数として多いのは約3万人の地区特設警備隊や、約9千人の特設警備隊である。
- 名古屋師管区司令部 - 280人、軍属18人。
- 名古屋師管区制毒訓練所 - 27人（うち兼任1人）、軍属1人。
- 名古屋陸軍拘禁所 - 兼任1人、軍属兼任8人。
- 名古屋師管区歩兵第1補充隊（東海5部隊） - 1933人、軍属1人。
- 名古屋師管区歩兵第2補充隊（東海25部隊） - 1933人、軍属1人。
- 名古屋師管区歩兵第3補充隊（東海26部隊） - 1933人、軍属1人。
- 名古屋師管区歩兵第4補充隊（東海59部隊） - 1933人、軍属1人。
- 名古屋師管区砲兵補充隊（東海28部隊） - 576人、軍属1人。
- 名古屋師管区工兵補充隊（東海31部隊） - 705人、軍属1人。
- 名古屋師管区通信補充隊（東海32部隊） - 345人、軍属1人。
- 名古屋師管区輜重兵補充隊（東海35部隊） - 659人、軍属1人。
- 名古屋連隊区司令部 - 193人（うち兼任10人）、軍属60人。
- 岐阜連隊訓司令部 - 113人（うち兼任8人）、軍属25人。
- 静岡連隊区司令部 - 147人（うち兼任8人）、軍属30人。
- 津連隊区司令部 - 113人（うち兼任8人）、軍属20人。
- 名古屋地区司令部 - 72人（うち兼任7人）。
  - 名古屋地区第1特設警備隊など、第30まで - 各300人、計9000人。
- 岐阜地区司令部 - 46人（うち兼任7人）。
  - 岐阜地区第1特設警備隊など、第24まで - 各300人、計7200人。
- 静岡地区司令部 - 52人（うち兼任7人）。
  - 静岡地区第1特設警備隊など、第24まで - 各300人、計7200人。
- 津地区司令部 - 45人（うち兼任7人）。
  - 津地区第1特設警備隊なと、第25まで - 各300人、計7500人。
- 伊勢警備隊 - 1648人。
- 特設警備第162大隊（東海4134部隊） - 550人。
- 特設警備第163大隊（東海4135部隊） - 550人。
- 特設警備第164大隊（東海4136部隊） - 550人。
- 第104特設警備工兵隊（東海4145部隊） - 930人。
- 第105特設警備工兵隊（東海4146部隊） - 930人。
- 第106特設警備工兵隊（東海4147部隊） - 930人。
- 第109特設警備工兵隊（東海4177部隊） - 930人。
- 第110特設警備工兵隊（東海4178部隊） - 930人。
- 第111特設警備工兵隊（東海4179部隊） - 930人。
- 第112特設警備工兵隊（東海4180部隊） - 930人。
- 第114特設警備工兵隊（東海4182部隊） - 930人。
- 名古屋陸軍病院 - 548人。
- 豊橋陸軍病院 - 374人。
- 三島陸軍病院 - 75人。
- 静岡陸軍病院 - 66人。
- 岐阜陸軍病院 - 85人。
- 津陸軍病院 - 60人。

### 終戦時の部隊所在地と兵力
所在地は戦史叢書の『本土決戦準備』<1> 付表による。補充隊の構成は戦後に作成された『東海軍管区復員に関する綴』の東海軍管区隷下部隊編制表による。兵力は同じく復員状況一覧表による。同表は個々の補充隊の兵力を記さず、かわりに名古屋師管区部隊の兵力を1万5744人とする。
- 名古屋師管区司令部 - 588人。名古屋市
- 名古屋師管区歩兵第1補充隊 - 名古屋市
  - 本部、第1から第4中隊、機関銃中隊、歩兵砲中隊、通信中隊、作業中隊、乗馬中隊
- 名古屋師管区歩兵第2補充隊 - 静岡市
  - 本部、第1から第4中隊、機関銃中隊、歩兵砲中隊、通信中隊、作業中隊、乗馬中隊
- 名古屋師管区歩兵第3補充隊 - 岐阜市
  - 本部、第1から第4中隊、機関銃中隊、歩兵砲中隊、通信中隊、作業中隊、乗馬中隊
- 名古屋師管区歩兵第4補充隊 - 三重県久居町（現在の津市の一部）。
  - 本部、第1から第4中隊、機関銃中隊、歩兵砲中隊、通信中隊、作業中隊、乗馬中隊
- 名古屋師管区砲兵補充隊 - 愛知県守山町
  - 本部、野砲中隊、十榴中隊、迫撃砲中隊
- 名古屋師管区工兵補充隊 - 愛知県豊橋市
  - 本部、第1から第4中隊
- 名古屋師管区通信補充隊 - 愛知県長久手村
  - 本部、中隊
- 名古屋師管区輜重兵補充隊 - 名古屋市
  - 本部、輓馬中隊、自動車中隊
- 伊勢警備隊 - 1647人。三重県宇治山田市（現在の伊勢市）。
- 特設警備第162大隊 - 550人。名古屋市。
- 特設警備第163大隊 - 550人。名古屋市。
- 特設警備第164大隊 - 550人。守山町。
- 第104特設警備工兵隊 - 930人。名古屋市。
- 第105特設警備工兵隊 - 930人。名古屋市。
- 第106特設警備工兵隊 - 930人。守山町。
- 第109特設警備工兵隊 - 930人。浜松市。
- 第110特設警備工兵隊 - 930人。岡崎市。
- 第111特設警備工兵隊 - 930人。名古屋市。
- 第112特設警備工兵隊 - 930人。岐阜または那加町（現在の各務原市の一部）[10]
- 第114特設警備工兵隊 - 930人。三重県明星村（現在の明和町の一部）。
- 名古屋陸軍拘禁所
- 名古屋連隊区司令部 - 169人。名古屋市。
- 静岡連隊区司令部 - 157人。静岡市。
- 岐阜連隊区司令部 - 112人。岐阜市。
- 津連隊区司令部 - 95人。津市。
- 名古屋地区司令部 - 124人。名古屋市。
  - 名古屋地区第1特設警備隊など、第30まで。
- 静岡地区司令部 - 92人。静岡市。
  - 静岡地区第1特設警備隊など、第24まで。
- 岐阜地区司令部 - 184人。岐阜市。
  - 岐阜地区第1特設警備隊など、第24まで。
- 津地区司令部 - 115人。津市。
  - 津地区第1特設警備隊など、第25まで。
- 名古屋陸軍病院 - 503人。名古屋市。
- 静岡陸軍病院 - 102人。静岡市。
- 岐阜陸軍病院 - 83人。岐阜市
- 津陸軍病院  - 111人。津市。